# 精子提供
精子提供（せいしていきょう）とは、男性が自身の精液・精子を、妻や恋人以外の女性へ提供することである。提供される女性の目的は主に人工授精による妊娠・出産であり、精子提供のための公的な施設が精子バンクである。人工授精を用いた場合には、「精子提供による非配偶者間人工授精」（artificial insemination with donor semen；AID）とも呼ばれる。

## 提供方法

### アメリカ合衆国
アメリカ合衆国（米国）では、精子ドナーは通例精子を売るために契約を交わし、契約上の最低期間の間（6 - 12ヶ月）精子をしばしば提供し続ける。提供するには特定の条件（年齢や病歴）を満たす必要がある。
米国では、FDAにより設立されたHuman Cell and Tissue or Cell and Tissue Bank Product (HCT/Ps)による規制、及び各州独自の規制がある。アメリカの最古の精子バンクの1つとされるザイテックス・インターナショナルの場合、1回あたり250から600ドルくらいの代金が発生する。
近親婚を防止する観点から、精子バンクでは通例、ドナー1人あたりの出生数に厳しい制限が設けられている。

### 日本
日本では、2020年時点で精子バンクの営業は認められていない。政府や自治体による法規制が特に存在せず、個人による精子提供サイトが数十程度立ち上がっている。その利用料金は無償、実費のみ、1回あたり3万円程度など様々である。
厚生科学審議会の「生殖補助医療技術に関する専門委員会」は、2000年に、ドナー1人あたりの出生数を10人までとすべきことを発表している。
しかしながら、日本を含め各国の「精子提供ボランティア」の中には、このような基準を大きく逸脱して活動している者もおり（「#インターネット経由の精子提供の増加」で後述）、倫理的観点からの自制が求められる。
ただし後述のように基準は国によって大きく異なっており、妥当性には議論の余地がある。

## 提供者
米国のドナーは金銭的な動機で18 - 25歳が多いが、結果として生まれる自らの精子による子孫への心配や興味が強まってきている。そうして作られた子供もまた、自分たちに父親がいないことに関心を持ち、生物学上の父について知ろうと強い興味を抱いている。
どの提供者も自分の精子によって作られる子供の数には制限をつけているが、それにも関わらずインターネットと通して密かに別の精子バンクに置かれていることに気づく。『DonorSiblingRegistry.com』というウェブサイトに寄せたとある男性は、精子提供によって少なくとも650人の子供の父親になったと主張している。これら心配は二重である。
稀だが、劣性の遺伝病のために、将来共通の性質があらわれ、非現実的な血縁になることもある。
日本にも、厚生科学審議会の「生殖補助医療技術に関する専門委員会」報告書（2000年）が定めた基準（ドナー1名あたりの出生数を10人までとする）を逸脱して活動する者がおり、倫理的観点から問題視されている。
一方で、ドナー1名あたりの出生数は人口570万人のデンマークで12人まで、米国では人口85万人あたり25人までとされているなど、国によって大きく異なっており、日本の基準の妥当性には議論の余地がある。

## 規制とドナートラッキング
精子提供に関する法は管轄区域によるところが大きい。ドナーと受け取り側では互いに匿名であることが普通。そして、受け取り側はドナーについて身長、体重、髪の色、学歴など特定の詳細を一切受け取れない場合がある。最近では、ある国ではドナーについて知りたい人に対し、その個人情報など様々なレベルの情報を知る権利を与えている。ドナーの子供たちの働きかけの結果、いくつかの国では将来なる全てのドナーに対し、このように情報を公開することを義務とした（例えばニュージーランド、英国）。しかし、北アメリカでは普通匿名である。

## ドナーと子の関係
多くの精子提供によってつくられた子供は、「ドナー」という呼称を適切な表現だと認めない。適切には、「生物学的父」「遺伝的父」「権利を譲った父」「男の祖先」といったものを望むようだ。
精子提供についてのモラリティや倫理はさらに白熱した議論を巻き起こすことが予想される。しかし、多くのひとは子供をもつことに対してモラル的に容認可能として精子提供を正当化している。

## 日本における状況

### AIDの減少

#### 沿革
日本産科婦人科学会によると、日本国内でAID（人工授精による精子提供）が可能な医療施設としては12カ所が登録されている（2020年5月末時点）。
2016年には、全国のAIDの約半数を慶應義塾大学病院（慶大病院）が占め、慶大病院だけでAIDが1,952件行われた。
2017年には全国でAIDが3,790件行われ、そのうち115人が出産された。AID1件あたりの出産確率は約3％であった。

#### 慶大病院での個人情報開示によるAID減少
しかし、2017年以降、慶大病院でのAID実施数が大きく減少した。その原因は、以前まで同院では精子提供者の個人情報を非公開としていたが、同年からは「子どもが情報の開示を求めて訴えた場合、裁判所から開示を命じられる可能性がある」ことを提供者の同意書に明記するようになったことだった。背景として、外国では子どもが遺伝上の親の情報を知る権利を認める例がある状況を踏まえた措置だったという。
2018年、慶大病院では精子提供を希望する夫婦の新規受け入れを中止した。同院の産婦人科の教授である田中守は、「AIDは本当に子どもをほしい人が、子どもを産む手段。少子化が叫ばれる中、ゆゆしき状態だ。」と2020年に述べた。

#### 近況
2020年5月末時点で、国内で「（現在でも）AIDを実施している」と回答したのは全12施設のうち7施設にとどまり、うち2施設は新規の受け入れを停止していた。 

### 個人間の精子提供の増加

#### 概況
日本においては、医療機関を介在せずにインターネットの会員制交流サイト（SNS）などを経由した個人間での精子提供が行われており、特に2020年前後にかけて急増した。
2010年頃には、ゆめたま、ゆめ音符などのボランティア精子提供者が活動を始めた。これらは個々の精子提供者がインターネットサイトを開設し、運営するものであった。
2016年頃には、精子提供のためのボランティアサイト『精子提供.com（現: 精子提供.jp ）』が開設された。これは一人の既婚者の男性が運営・提供するもので、その男性は定期的に性感染症検査を行い、提供相手には自身の学歴や身分などをある程度まで証明書とともに明かしているという。
2016年9月までに、日本初の精子提供者などによる公益を目的とした非営利団体（NPO）が設立された。その団体『精子バンク機関（現: 精子提供バンク東京関東）』は、性感染症や遺伝子の検査を済ませた登録ドナーから精子を無償提供している。ただし、この団体はNPO法人ではなく、代表者や役員などの氏名も公表しておらず、NPOとしての情報公開義務を果たしていない。
同団体ではドナー血液型が限られるものの、高い安全性が保たれている。
例えば、同サイトで「近親婚のリスク管理」「タイミング法（膣内射精）を行わないこと」について、解説されている。また、その窓口ブログで子どもの権利尊重として「出生届」「出自を知る権利」についても記事にされている。そして「日本の精子提供者　一覧」にて、同団体外の精子ドナーも自由に選べるよう案内されている。
2018年には、精子提供のための民間人同士のマッチングサイト『ベイビープラチナパートナー』が開設された。2020年5月時点で、同サイトには精子の提供を希望する男性が100人以上登録していた。男性は登録料金として3万円をサイトへ支払う必要があり、マッチングが成立した際には女性が男性へ謝礼を払うことをサイト側は推奨していたが、「無償で提供を行う」とする男性も多かった。

#### 50人以上を出産させた男性
2021年時点で28歳である男性の『和人』（仮名）は、22歳からSNSやブログ上で精子提供のボランティアを始め、年間に100回以上の精子提供を行い、同時点までに50人以上の子供を出産させたという。和人は既婚者で、妻との間にも子をもうけている。
和人によれば、定期的に性感染症の検査を行い、結果を被提供者の女性へ明かしているという（ただし匿名のまま）。和人は精液を容器に密封し、レズビアンの女性やトランスジェンダー、選択的シングルマザーの女性へ渡すなどの活動を行っていた。同時点までにトラブルは起こっていないという。

#### 田中守による批判
2020年10月および2021年9月に、上述の慶應義塾大学教授である田中守が、これらSNS経由での精子提供について次のように批判した。
- 性行為感染症や、肝炎・HIVなどのウイルスによる感染症のリスクが大きい[8][23]。
- 提供者が遺伝子疾患を有する場合、子に遺伝する可能性がある[8][23]。SNS上での取り引きでは確認できない[8]。
- 遺伝子上のきょうだいが潜在的に多数生じて、将来の（本人が知らないままの）近親婚の可能性がある[23]。

#### 訴訟
2000年にはすでに個人間の精子提供をめぐる訴訟が起きている。不妊の夫婦がSNSを経由して「精子提供」を利用したが、「提供者」の男性の要望により、事前に合意されていた人工授精ではなく直接の性交渉を妻と男性は繰り返した。その後、妻は男性との子を妊娠・出産したが、夫はそこで初めて妻と男性との性交渉の事実を知った。夫は男性に対して「不貞行為」として損害賠償を請求し、裁判所は男性に対して慰謝料として150万円の支払いを命じた。
2021年12月には、SNS経由で精子提供（人工授精ではなく直接の性交渉）を受けた女性が妊娠・出産したのち、提供者の男性に対し「学歴や国籍を詐称されていたことで苦痛を受けた」として損害賠償を求める訴訟を起こした。詳細は「2021年精子提供訴訟」記事を参照。

### 法整備に関する議論
2020年、日本の厚生労働省はAIDの減少やインターネットにおける精子提供に関して、「特に見解などはない」と表明した。2020年時点で、日本において精子バンクの営業は認められていない。

#### 華京院レイによる要望
漫画家の華京院レイは、Xジェンダーの無性愛者であり、結婚せずに出産することを希望して2016年に米国の精子バンクを利用して第1子を出産した。
華京院はインターネットで個人間による精子提供を受けることも検討したが、ネット上には「性行為によって提供したい」という男性がおり、不信感を持った。「日本には安心して使える精子バンクがない」と感じ、国外の施設を利用することにしたという。
さらに2020年9月時点で第2子を妊活中であり、以前の米国の施設を再び利用したが成功しなかったことから、欧州の施設を利用していた。
華京院は「自分だけ特殊な生まれ方をしたと子どもに思わせたくない」、「子どもの人権を守るためにも、安全なドナーから精子提供を受けられる環境を（日本で）早急に整備してほしい」と述べた。